# پاهانگ
پاهانگ یکی از ۱۳ ایالت کشور مالزی است
مرکز این استان شهر کوانتان (Kuantan) است.

## جغرافیا
استان پاهانگ وسیع‌ترین استان در مالزی شبه‌جزیره‌ای (قسمت غربی مالزی) و دو سوم آن پوشیده از طبیعت استوایی است.
مهیج‌ترین جاذبهٔ طبیعی این استان تامان نگارا (Taman Negara) یا پارک نگارا یا پارک ملی یا جنگل ملی است که ۱۰ میلیون سال قدمت دارد.

## مکان‌های دیدنی
- پارک نگارا (Taman Negara)
- جزیرهٔ تیومان (Tioman Island)
- کامرون هایلند (Cameron Highlands)
- پارک استانی انداو رومپین (Endau Rompin State Park)
- مرکز حفاظت از فیل‌ها (National Elephant Conservation Center)
- گنتینگ (Genting Highlands)
- فریزر هیل (Frasar’s Hill)
- بافندگی سنتی (Traditional Weaving)
- برجایا هیل (Berjaya Hills)
- ساحل چراتینگ (Cherating Beach)
- موزهٔ سونگای لمبینگ (Sungai Lembing Museum)
- پارک آهو (Deerland Park)
- غارهای کوتا کلانگی (Kota Kelanggi Caves)

## نگارخانه

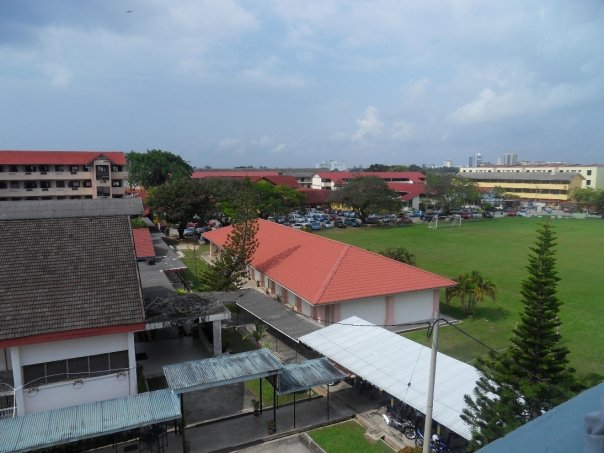

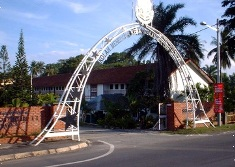
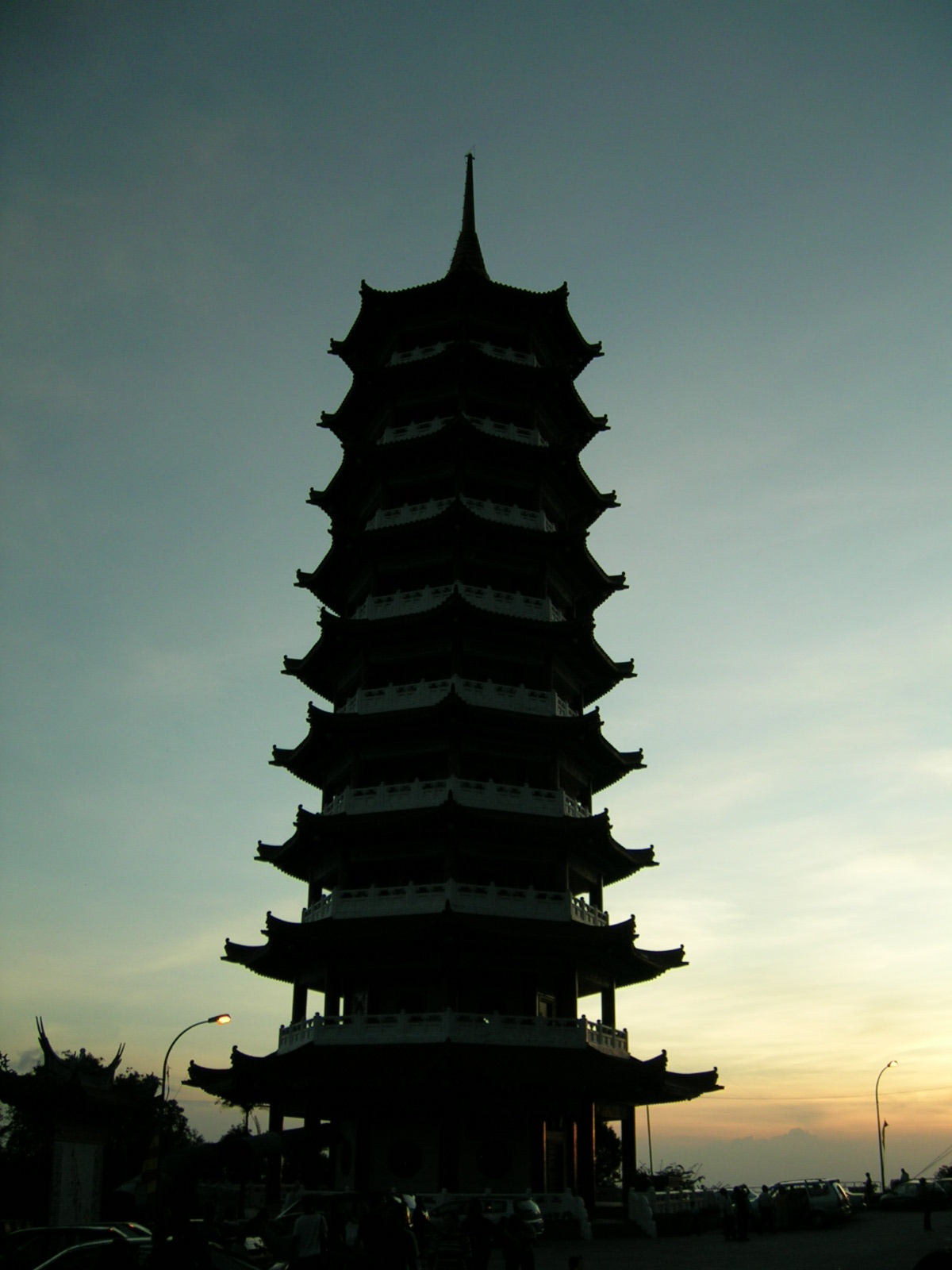
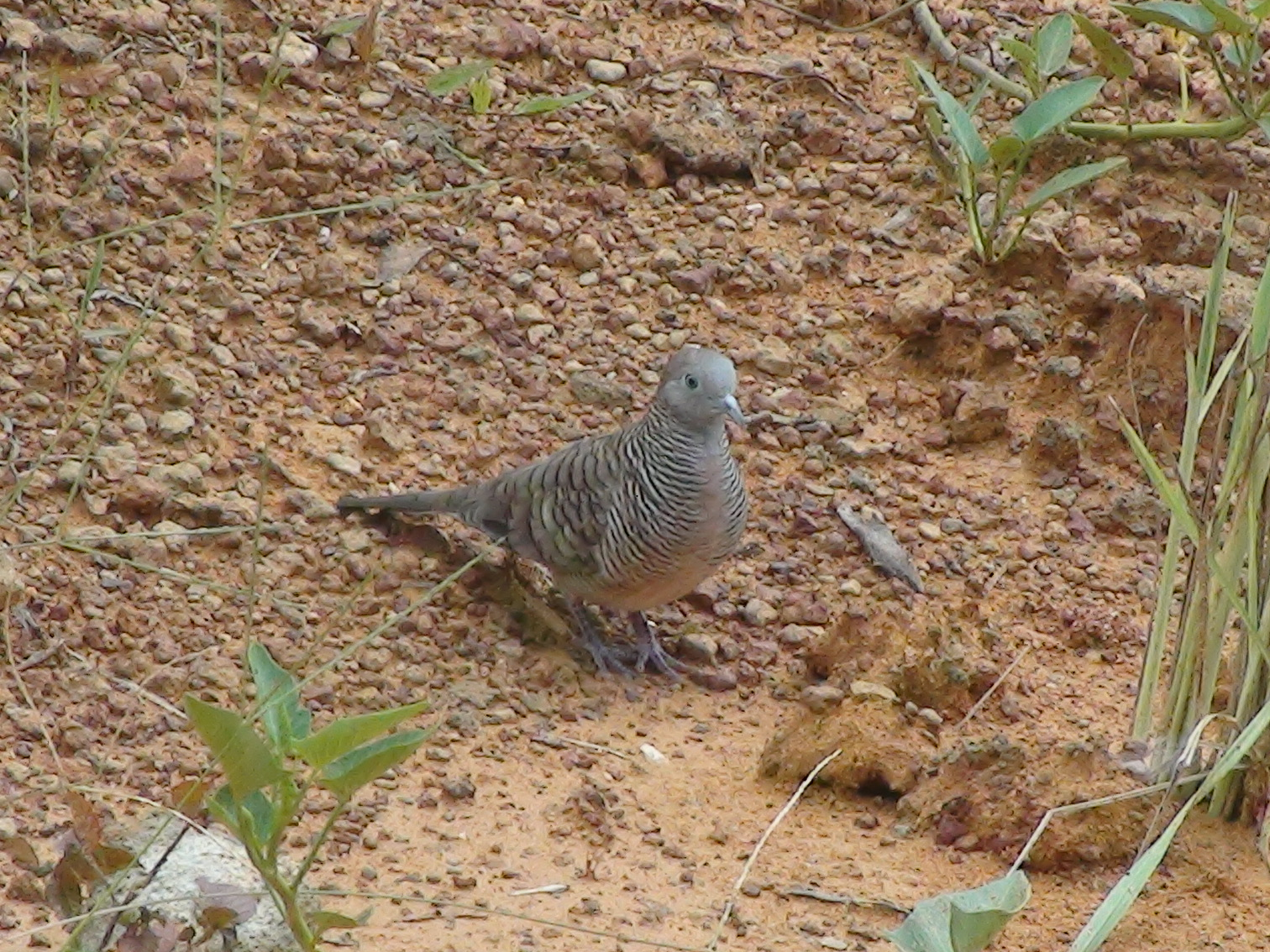

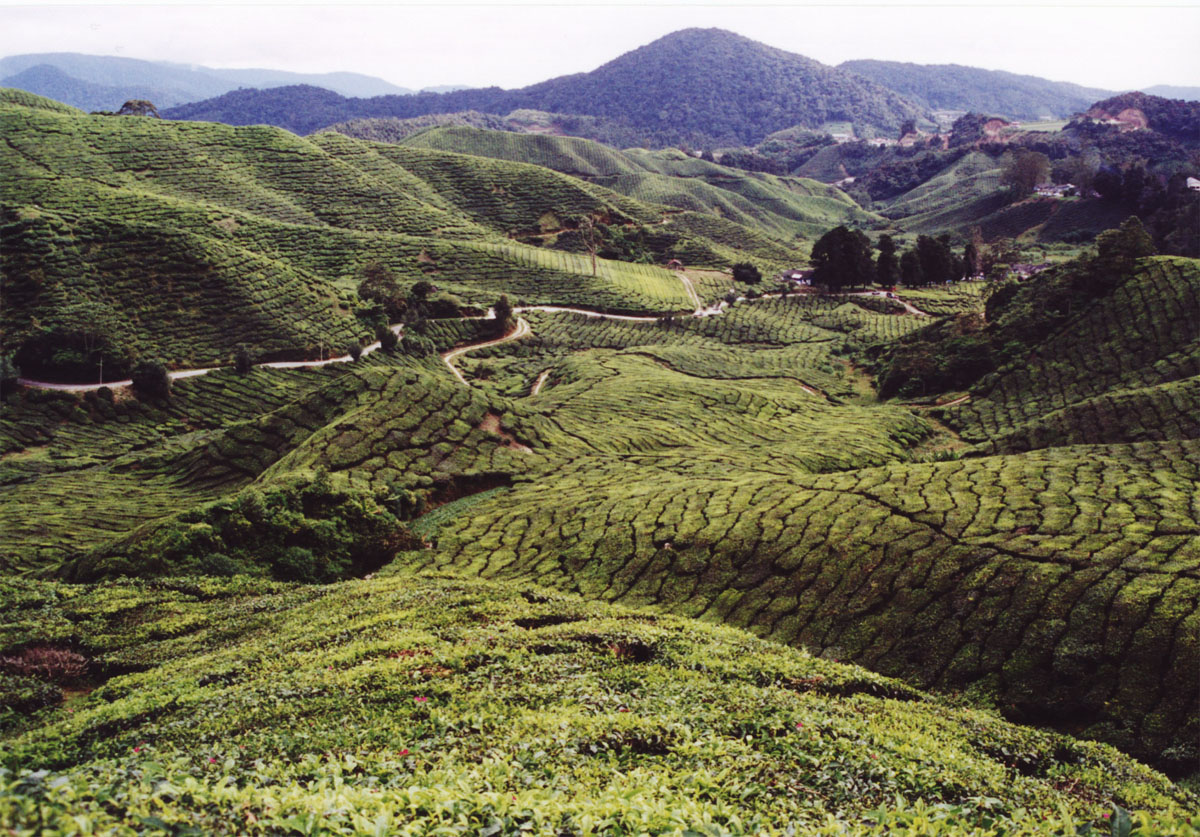
زمین چای